# Technical Diving International
Pour les articles homonymes, voir TDI.
Technical Diving International (TDI) est l'une des plus importantes agences de certification  de la plongée technique au monde, et l'une des premières agences à offrir une formation mixte sur les gaz respiratoires et les recycleurs. 
TDI se spécialise dans les techniques de plongée plus avancées, en particulier la plongée avec des recycleurs et l'utilisation de gaz respiratoires comme le trimix et l'héliox. Les plongeurs expérimentés de TDI ont exploré des épaves qui sont généralement considérées hors de portée des plongeurs de loisirs, comme le paquebot Andrea Doria,  ainsi que la plongée en grotte en Espagne, en Australie, en Floride, en République Tchèque et au Mexique et assiste comme support plongeurs les tentatives de record du monde en mer Rouge.
TDI offre des cours et des certifications pour les plongeurs et pour les instructeurs.  

## Histoire de TDI
TDI a été fondé en 1994 par Bret Gilliam, John Comly, John Créa, David Sipperly et Mitch Skaggs après une séparation de l'International Association of Nitrox and Technical Divers (IANTD) en 1993. L'agence visait à fournir du matériel de formation et de l'éducation pour les situations de plongées spécialisées. Certains cours proposés par TDI comprennent des cours en circuit ouvert comme la plongée avec Nitrox ainsi que des cours recycleurs. Ils fournissent également la formation pour les environnements sous plafond comme les grottes et les épaves et est l'une des premières agences de plongée à créer un plan de formation complet pour les instructeurs techniques de plongée.  
En 1999, la marque International Training a élargi ses offres en créant une organisation sœur connue sous le nom de Scuba Diving International (SDI) qui met l'accent sur le côté sportif de la plongée sous-marine.
En 2000, une autre organisation sœur est lancée appelée Emergency Response Diving International (ERDI) pour enseigner la plongée de sécurité publique aux organismes de sécurité publique.
L'un des principaux objectifs de TDI depuis sa création est d'être un innovateur dans le marché de la plongée technique, en fournissant les derniers programmes et techniques et en modifiant la perception précédemment perçue que la plongée technique était trop risquée.
En 1993, quelques organisations techniques de plongée avaient commencé à se former pour préparer les plongeurs professionnels à des situations techniques de plongée et TDI a rejoint le marché. TDI a créé une mission de formation pour apporter une nouvelle vision sur les limites traditionnelles de plongée tout en offrant des cours qui répondent aux normes fixées par le World Recreational Scuba Training Council.
En février 2004, Bret Gilliam a vendu le conglomérat de sociétés pour un montant à sept chiffres à un groupe d'investissement dirigé par Brian Carney.

## Affiliations
Technical Diving International est la société sœur de Scuba Diving International , qui se concentre sur le côté sportif de la plongée récréative, ainsi que Emergency Response Diving International, la branche de plongée de sécurité publique de l'entreprise.